# Альб (нижний приток Рейна)
Альб (нем. Alb) — река в Южной Германии, правый приток Верхнего Рейна, протекает по земле Баден-Вюртемберг, ранее Баден, в Шварцвальде.
Площадь бассейна реки составляет 241 км². Длина реки 41,7 км. Высота истока 1347 метров. Высота устья 308 метров. Перепад высоты 1046 метров.
Альб берёт начало с горной вершины (горы) Герцогенгорн (1417 метров) Верхнего Чёрного леса (Шварцвальда) в округе Вальдсхут (Вальдсгут), протекает Шварцвальдскую долину, и, пройдя 68 километров, впадает в Рейн при Альбруке выше Хауэнштайна.